# Lucas Raymond
Lucas Axel Louis Raymond, född 28 mars 2002 i Göteborg, är en svensk professionell ishockeyspelare som spelar för Detroit Red Wings i National Hockey League (NHL).

## Uppväxt
Raymond föddes och växte upp i Göteborg, Sverige. Hans efternamn är franskt, då hans far (Jean) föddes i Frankrike men har bott i Sverige sedan 15 års ålder. Som ung spelade Raymond fotboll i Örgryte IS fram tills han blev 12-13 år, då han valde att satsa helt på hockeykarriären. Hans äldre bror Hugo (född 1999) är också hockeyspelare och spelar för Bäcken HC i Hockeytvåan.
Raymond gick med i Frölunda HC år 2018, vid 16 års ålder. Han gjorde sedan NHL-debut för Red Wings 2021.
Med sina 21 år och 9 dagar blev Raymond år 2023 den tredje yngste Detroit-spelaren att nå 100 poäng i NHL - endast Steve Yzerman och Gordie Howe har noterat 100 poäng vid yngre ålder (19 respektive 20 år).
Raymond skrev ett 8-årskontrakt med Red Wings år 2024.